# Nick Hurd
Pour les articles homonymes, voir Hurd.
Nicholas Richard Hurd, né le 13 mai 1962, est un homme politique britannique.
De 2017 à 2019, il est ministre d'État à la Police et aux Services d'incendie dans le gouvernement May et Ministre à Londres de 2018 à 2019.

## Carrière politique
Fils de Douglas Hurd, il étudie à Eton, avant de poursuivre ses études au Collège d'Exeter d'Oxford où il obtient son Bachelor of Arts.
Membre du Parti conservateur, il fait son entrée au Parlement en 2005 comme député de Ruislip & Pinner. Nommé par David Cameron ministre à la Société Civile depuis 2010, il est promu sous-secrétaire d'État parlementaire au Développement international en 2015.
Le 16 juillet 2016, la première ministre Theresa May le nomme ministre d'État aux Affaires, de l'Énergie et des Stratégies industrielles.